# Kuala Pidie
Kuala Pidie is een bestuurslaag in het regentschap Pidie van de provincie Atjeh, Indonesië. Kuala Pidie telt 687 inwoners (volkstelling 2010).